# Zetel-stemverhouding
De zetel-stemverhouding, ook wel bekend als de voordeel- of nadeelverhouding, is een concept dat wordt gebruikt om de mate van evenredigheid of proportionaliteit van verkiezingen en kiesstelsels te bepalen. Het geeft aan in hoeverre de zetelverdeling in het parlement overeenkomt met het percentage stemmen dat de betreffende partijen heeft ontvangen. 
Een kiesstelsel met een hoge mate van evenredigheid zorgt ervoor dat de verdeling van zetels nauwkeurig de verdeling van stemmen onder de kiezers weerspiegelt. Dit wordt gezien als een belangrijke eigenschap van democratieën met evenredige vertegenwoordiging wat tot uitdrukking komt in de Engelse slogan "One man, one vote".

## Impact op democratische representatie
Een hoge mate van evenredigheid in de zetel-stemverhouding wordt over het algemeen beschouwd als bevorderlijk voor de democratische representatie, omdat het beter aansluit bij de politieke opvattingen in de samenleving. In een evenredig systeem worden zowel grote als kleine partijen naar hun ware sterkte vertegenwoordigd, wat bijdraagt aan een inclusief vertegenwoordigd parlement. Aan de andere kant kunnen minder evenredige systemen leiden tot een over- of ondervertegenwoordiging van partijen, wat in sommige gevallen kan leiden tot onvrede over de representativiteit van het parlement.

## Berekening van de zetel-stemverhouding van partijen
De zetel-stemverhouding kan worden berekend door het percentage zetels dat een partij heeft gekregen te delen door het percentage stemmen dat deze partij heeft ontvangen. Hoe dichter de zetel-stemverhouding van een partij bij 1:1 ligt, hoe evenrediger de uitslag is. De formule voor de zetel-stemverhouding voor een politieke partij i is:
{\displaystyle \mathrm {a_{i}} =z_{i}/s_{i}}
waar {\displaystyle z_{i}} de fractie van de zetels is en {\displaystyle \mathrm {s_{i}} } de fractie van de stemmen. Wanneer je deze formule invult, leidt dat tot de volgende resultaten: 
- Een zetel-stemverhouding van 1 betekent dat een partij precies evenredig vertegenwoordigd is.
- Een zetel-stemverhouding groter dan 1 betekent dat een partij meer zetels krijgt dan het stempercentage rechtvaardigt.
- Een zetel-stemverhouding kleiner dan 1 betekent dat een partij minder zetels krijgt dan het aantal stemmen zou doen vermoeden.

Verwant aan de zetel-stemverhouding is de stemmen-per-gewonnen-zetel. Deze formule is omgekeerd evenredig aan de zetel-stemverhouding.

## Vergelijking van evenredigheid met indexen
De mate waarin landen presteren op het gebied van evenredigheid wordt vaak gemeten met de en:Gallagher index, ontwikkeld door politicoloog Michael Gallagher. Deze index is een (dis)proportionaliteitsranglijst die de mate van afwijking tussen het percentage stemmen en het percentage zetels voor partijen kwantificeert. De Gallagher-index gebruikt een formule die is afgeleid van de chi-kwadraattoets van Pearson, waarbij de afwijkingen tussen zetels en stemmen worden gewogen en vervolgens worden opgeteld. Hoe lager de score op de Gallagher-index, hoe evenrediger het kiesstelsel.
Een vergelijkbare maatstaf is de en:Sainte-Laguë Index, die eveneens afwijkingen tussen zetels en stemmen meet, maar een iets andere wiskundige formule toepast. Beide indexen worden veelvuldig gebruikt in de politieke wetenschappen om de mate van evenredigheid in kiesstelsels te vergelijken en te analyseren, en bieden inzicht in hoe goed democratieën erin slagen om de stem van de kiezer evenredig om te zetten in politieke macht.

## Proportionaliteit van kiesstelsels
Kiesstelsels kunnen significant verschillen in de mate van evenredigheid die ze realiseren. Wat opvalt is de volgende tweedeling:
- Evenredige vertegenwoordiging: In stelsels met evenredige vertegenwoordiging, zoals in Nederland en Scandinavië, wordt gestreefd naar een zo evenredig mogelijke zetel-stemverhouding. Dit betekent dat het aantal zetels zo nauwkeurig mogelijk overeenkomt met het aantal uitgebrachte stemmen. Stelsels met evenredige vertegenwoordiging maken vaak gebruik van partij- of lijstenstelsels met een lage kiesdrempel waardoor kleinere partijen ook zetels kunnen bemachtigen.
- Meerderheidsstelsels: In meerderheidsstelsels, zoals het first-past-the-post-systeem in het Verenigd Koninkrijk, is de zetel-stemverhouding vaak minder evenredig. Hier kan een partij met een minderheid van de stemmen toch een meerderheid van de zetels behalen, wat leidt tot een hoge zetel-stemverhouding voor de winnende partij en lagere verhoudingen voor de verliezende partijen. Hierdoor kunnen stelsels die gebruikmaken van meerderheidsregels resulteren in een vertekening van de stemverdeling ten gunste van grotere partijen.

## Methodieken voor berekening van de zetelverdeling
Verschillende methodes voor de berekening van de zetelverdeling bij verkiezingen leiden tot verschillen in de proportionaliteit van kiesstelsels. Theoretisch gezien wordt de grootste mate van evenredigheid bereikt door de Hare-methode van grootste overschotten.
De Sainte-Laguë-methode optimaliseert de zetel-stemverhouding onder alle partijen aan de hand van de kleinste kwadratenbenadering. Uit onderzoek is gebleken dat deze fout wordt geminimaliseerd wordt door de Sainte-Laguë-methode. De D'Hondt-methode probeert de evenredigheid te benaderen door de grootste zetel-stemverhouding onder alle partijen te minimaliseren, maar bevoordeelt zo grotere partijen. Om die reden kennen kiesstelsels die de Sainte-Laguë-methode gebruiken een grotere mate van evenredigheid dan de landen die D'Hondt-methode gebruiken.